# Michele Didoni
Michele Didoni (né le 7 mars 1974 à Milan) est un athlète italien, spécialiste de la marche.

## Performances
Lors de ses débuts en équipe nationale senior, Michele Didoni devient champion du monde d'athlétisme du 20 km marche lors des championnats du monde de 1995, à Göteborg (Suède), avec son meilleur temps de 1 h 19 min et 59 s.
Il n'a ensuite jamais renouvelé cet exploit et a terminé 33e à Atlanta (1996) et 11e à Sydney (2000). Il remporte toutefois le trophée Lugano en 2005.
Sur 50 km, il détient un temps de 3 h 51 min 53 s.